# Peter Terting
Peter Terting (ur. 19 lutego 1984 roku w Kempten im Allgäu) – niemiecki kierowca wyścigowy.

## Kariera
Terting rozpoczął karierę w międzynarodowych wyścigach samochodowych w 2000 roku od startów w Formule BMW Junior, gdzie czterokrotnie stawał na podium, w tym raz na jego najwyższym stopniu. Z dorobkiem 137 punktów został sklasyfikowany na piątej pozycji w klasyfikacji generalnej. W późniejszych latach Niemiec pojawiał się także w stawce ADAC Volkswagen Lupo Cup, Deutsche Tourenwagen Masters, SEAT Leon Supercopa Germany, World Touring Car Championship, International GT Open, Spanish GT Championship, 24h Nürburgring, ADAC GT Masters, 37. ADAC Zurich 24h-Rennen-Klasse: AT, Nürburgring Nordschleife oraz VLN Endurance.